# Juliane Enoksen
Juliane Enoksen (* 5. Oktober 1970) ist eine grönländische Politikerin (Inuit Ataqatigiit).

## Leben
Juliane Enoksen schloss 1992 eine Ausbildung als Sozialassistentin ab. 2002 schloss sie eine Ausbildung als Lehrerin ab und begann anschließend an der Minngortuunnguup Atuarfia in Sisimiut zu unterrichten. 2007 schloss sie ein Kandidatstudium ab. Sie ist verheiratet und hat einen erwachsenen Sohn.
Juliane Enoksen kandidierte bei der Kommunalwahl 2005 in der Gemeinde Sisimiut, erhielt aber nur 20 Stimmen. Bei der Parlamentswahl 2009 erhielt sie 45 Stimmen und verpasste den Einzug ins Parlament. Bei der Wahl 2013 erhielt sie nur 18 Stimmen. Bei der Kommunalwahl 2013 erhielt sie 40 Stimmen und somit den ersten Nachrückerplatz ihrer Partei in der Qeqqata Kommunia. Bei der Kommunalwahl 2017 erhielt sie 196 Stimmen und zog somit als beste Kandidatin der Inuit Ataqatigiit direkt in den Kommunalrat ein. Bei der Parlamentswahl 2018 erhielt sie jedoch wieder nur 26 Stimmen und verpasste einen Parlamentssitz deutlich. 2021 erreichte sie 38 Stimmen und damit wieder nur den dreizehnten Nachrückerplatz. Von diesem aus gelang ihr im Herbst 2024 dennoch der Einzug ins Inatsisartut, wo sie bis zum Ende der Legislaturperiode ein halbes Jahr später blieb. Bei der Kommunalwahl 2021 hatte sie ihren Kommunalratssitz verteidigen können. Bei der Parlamentswahl 2025 erhielt sie 32 Stimmen. Bei der Kommunalwahl 2025 konnte sie ihren Sitz in der Qeqqata Kommunia erneut verteidigen.